# Chiriacu, Giurgiu
Chiriacu este un sat în comuna Izvoarele din județul Giurgiu, Muntenia, România. Situat la aproximativ 70 de kilometri de București, satul este tăiat la nord și la sud de două lacuri amenajate și destinate pescuitului sportiv.
Chiriacu face parte din comuna Izvoarele alături alte cinci sate. Numele de Chiriacu provine de la numele unui boier care a avut proprietăți în perioada interbelică, pe nume Chiriac.
 Acest articol despre o localitate din județul Giurgiu este deocamdată un ciot. Puteți ajuta Wikipedia prin completarea lui.